# Jairo Samperio
Jairo Samperio Bustara (Cabezón de la Sal, 1993. július 11. — ) spanyol korosztályos válogatott labdarúgó, a Mezőkövesd középpályása.

## Pályafutása

### Klubcsapatokban
Samperio a spanyol Racing de Santander akadémiáján nevelkedett. A spanyol élvonalban 2011. augusztus 27-én a klub színeiben mutatkozott be egy Valencia elleni mérkőzésen. 2013 nyarán igazolta le őt a spanyol Sevilla csapata, amellyel 2014-ben Európa-liga győztes lett. 2014 és 2017 között a német élvonalbeli Mainz 05 csapatában futballozott.

#### Budapest Honvéd
2022 augusztusa óta a Budapest Honvéd középpályása. Az NB I 9. és 10 fordulójában is gólt szerzett.

### A válogatottban
Többszörös spanyol korosztályos válogatott, tagja volt a 2013-as U20-as labdarúgó-világbajnokságon szerepelt negyeddöntős csapatnak.

## Sikerei, díjai
- Sevilla:
  - Európa-liga: 2013–14
  - UEFA-szuperkupa döntős: 2014